# Дубинино (Акатовське сільське поселення)
Дубініно (рос. Дубинино) — присілок Гагарінського району Смоленської області Росії. Входить до складу Акатовського сільського поселення.
Населення — 3 особи (2007 рік).